# باشگاه فوتبال کلنفیلد
باشگاه فوتبال کلنفیلد (به انگلیسی: Clanfield (April 1985) Football Club) یک باشگاه فوتبال در شهر کلنفیلد، آکسفوردشایر، کشور انگلستان است که در سال ۱۸۹۰ میلادی تأسیس شده‌است.